# Nicolas Laforge
Nicolas Laforge (21 december 1986) is een Belgisch voetbalscheidsrechter. Hij is in dienst van FIFA en UEFA sinds 2015.
Op 9 juli 2015 debuteerde Laforge in Europees verband tijdens een wedstrijd tussen Ulisses FC en Birkirkara FC in de voorronde van de UEFA Europa League. Tijdens die wedstrijd gaf hij 3 gele kaarten en 2 rode kaarten.
Zijn eerste interland floot hij op 9 juni 2015, toen Congo-Kinshasa 1–1 gelijkspeelde van Kameroen.

## Interlands
| Datum            | Plaats                | Wedstrijd                 | Uitslag | Competitie        | Kreeg geel | Kreeg voor de tweede keer geel en dus rood | Weggestuurd |
| ---------------- | --------------------- | ------------------------- | ------- | ----------------- | ---------- | ------------------------------------------ | ----------- |
| 9 juni 2015      | Bergen, België        | Congo-Kinshasa – Kameroen | 1 – 1   | Vriendschappelijk | 2          | 0                                          | 0           |
| 17 november 2022 | Cluj-Napoca, Roemenië | Roemenië – Slovenië       | 1 – 2   | Vriendschappelijk | 8          | 0                                          | 0           |